# Traité du Touquet
Pour les articles homonymes, voir Touquet (homonymie).
Protocole de Sangatte Traité de Sandhurst
Le traité du Touquet (ou les accords du Touquet, désigné officiellement Traité entre le gouvernement de la République française et le gouvernement du Royaume-Uni de Grande-Bretagne et d'Irlande du Nord relatif à la mise en œuvre de contrôles frontaliers dans les ports maritimes de la Manche et de la mer du Nord des deux pays) est un traité entre la France et le Royaume-Uni entré en vigueur le 1er février 2004.
Il concerne la surveillance de la frontière entre la France et le Royaume-Uni, par chacun des deux pays.

## Élaboration

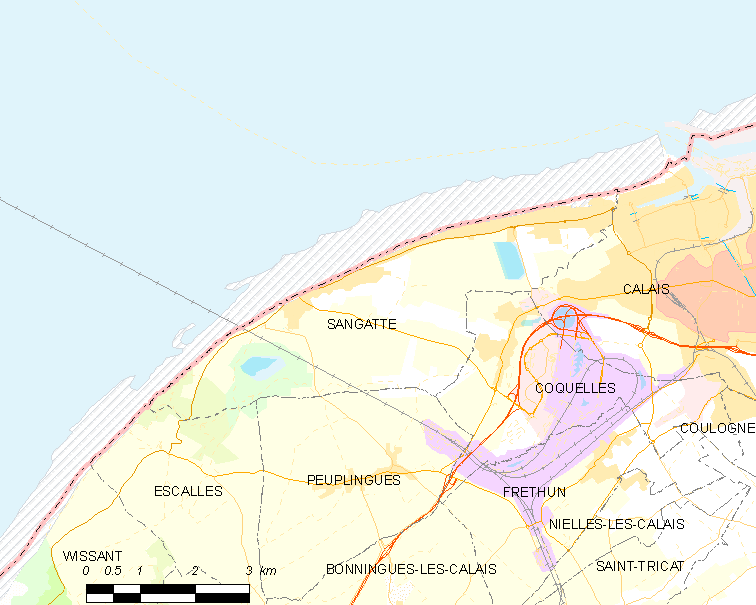
Carte détaillée du côté de la frontière française. Une partie du tunnel sous la Manche y est représentée.

Ce traité suit le protocole de Sangatte signé en juillet 1991 et son protocole additionnel de mai 2000.
En 2002, le Centre d'hébergement et d'accueil d'urgence humanitaire de Sangatte est fermé. Afin d’éviter de devoir reconstituer ailleurs un tel centre, les deux pays mettent en place des structures communes de contrôles frontaliers : chaque État autorise ainsi ses agents à remplir leur mission sur le territoire de l'autre État. Le traité revient à déplacer la frontière britannique au point d'embarquement des réfugiés potentiels.
Le traité est signé le 4 février 2003 lors du 25e sommet franco-britannique au Touquet.
Le Parlement français autorise l’approbation du traité en décembre 2003.

## Extension à la Belgique

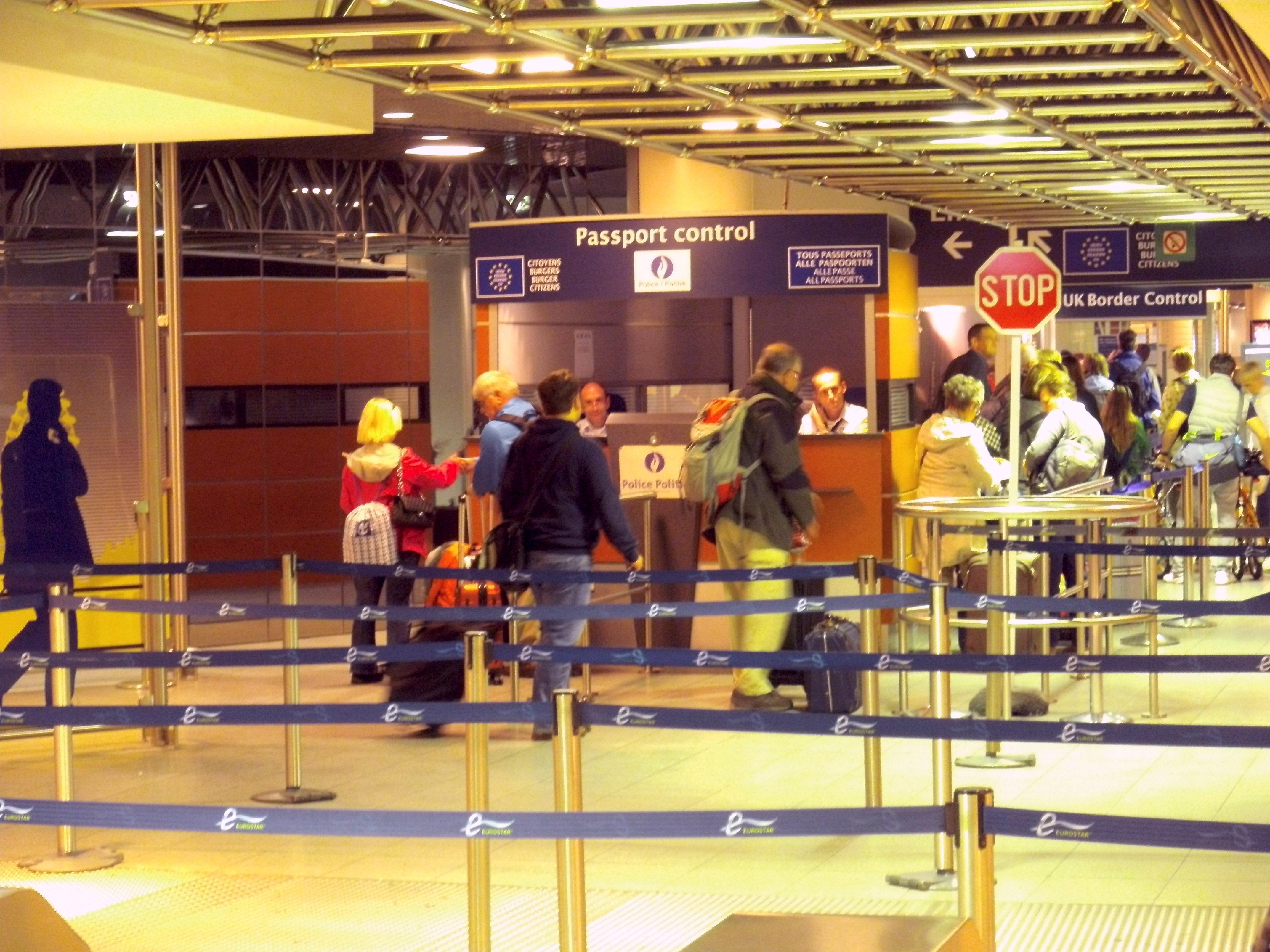
Contrôle des voyageurs en partance pour le Royaume-Uni à la gare de Bruxelles-Midi.

En juillet 2004, à la suite d'un accord tripartite entre la France, la Belgique et le Royaume-Uni, des douaniers britanniques[réf. nécessaire] contrôlent les passagers avant l'embarquement à la gare de Bruxelles-Midi.[réf. nécessaire]

## Critiques et renégociation
Le traité est au cœur des critiques des responsables politiques français de tous les partis depuis 2016,.
Lors de l'élection présidentielle française de 2017, le candidat Emmanuel Macron suggérait de renégocier ce traité, notamment sur la question des mineurs isolés. Ceci a été effectué dans le cadre d'un traité complémentaire, appelé traité de Sandhurst, signé le 18 janvier 2018.

## Pour approfondir